# کلاوس ویدکیند
کلاوس ویدکیند (انگلیسی: Claus Wedekind؛ زادهٔ ۱ ژانویهٔ ۱۹۶۶) زیست‌شناس اهل سوئیس است. یک محقق زیست‌شناسی سوئیسی است که به دلیل مطالعه خود در سال ۱۹۹۵ که یک مجموعه سازگاری بافتی اصلی (MHC) ترجیح همسر وابسته را در انسان تعیین کرد، قابل توجه است.